# Jens Petter Hauge
Jens Petter Hauge, född 12 oktober 1999, är en norsk fotbollsspelare som spelar för Eintracht Frankfurt. Han representerar även det norska landslaget.

## Klubbkarriär
Den 1 oktober 2020 värvades Hauge till italienska AC Milan, där han skrev på ett femårskontrakt. Han debuterade i Serie A den 4 oktober 2020 i en 3–0-vinst över Spezia, där han blev inbytt i den 71:a minuten mot Brahim Díaz.
Den 10 augusti 2021 lånades Hauge ut till tyska Eintracht Frankfurt på ett låneavtal över säsongen 2021/2022, med option för köp.

## Landslagskarriär
Hauge debuterade för Norges landslag den 11 oktober 2020 i en 4–0-vinst över Rumänien i Nations League.

## Meriter
Bodø/Glimt
- Eliteserien: 2020